# Eda, Knivsta kommun
Eda är en ort i Lagga socken i Knivsta kommun i Uppsala län.
Eda var till och med 2005 klassad som en småort, men miste den statusen 2010 när folkmängden hade sjunkit under 50 personer. Vid 2015 års småortsavgränsning återfanns här åter en småort.